# Tô Thường
Tô Thường (tên thật là Tô Văn Thường, sinh ngày 9 tháng 7 năm 1955) là một Trung tướng Công an nhân dân Việt Nam và chính trị gia người Việt Nam. Ông từng là Đại biểu Quốc hội Việt Nam khóa 12 (2007-2011) thuộc đoàn đại biểu Quốc hội tỉnh Hà Tây, Ủy viên Ủy ban Quốc phòng và An ninh của Quốc hội khóa 12. Ông từng giữ chức vụ Tổng cục trưởng Tổng cục Cảnh sát, Bộ Công an (Việt Nam) (2010-2015), Giám đốc Công an tỉnh Hà Tây.

## Xuất thân
Tô Văn Thường, tên thường gọi là Tô Thường, sinh ngày 9 tháng 7 năm 1955, người dân tộc Kinh, không theo tôn giáo nào. Ông có quê quán ở xã Thiên Hương, huyện Thủy Nguyên, thành phố Hải Phòng.

## Giáo dục
Ông có trình độ văn hóa 12/12, cử nhân luật, cử nhân Đại học An ninh chuyên ngành Điều tra tội phạm, và bằng Cao cấp lí luận chính trị.

## Sự nghiệp
Ngày 19/06/1979, ông gia nhập Đảng Cộng sản Việt Nam.
Tính cho đến khi nghỉ hưu, ông đã có 43 năm công tác trong ngành Công an nhân dân Việt Nam.
Năm 2005, ông là Đại tá Công an, Giám đốc Công an tỉnh Hà Tây.
Từ năm 2007 đến năm 2011, ông là Đại biểu Quốc hội Việt Nam khóa 12 thuộc đoàn đại biểu Quốc hội tỉnh Hà Tây, Ủy viên Ủy ban Quốc phòng và An ninh của Quốc hội khóa 12, Chấp hành Đảng ủy Tổng cục cảnh sát, Phó Tổng cục trưởng Tổng cục cảnh sát - Bộ Công an.
Năm 2008, ông là Thiếu tướng Công an nhân dân Việt Nam, Giám đốc Công an tỉnh Hà Tây.
Năm 2009, ông là Thiếu tướng Công an nhân dân Việt Nam, giữ chức vụ Phó Tổng cục trưởng Tổng cục Cảnh sát, Bộ Công an (Việt Nam).
Năm 2010, ông là Thiếu tướng, Tổng cục trưởng Tổng cục Cảnh sát quản lý hành chính về trật tự, an toàn xã hội, Bộ Công an.
Năm 2013, ông là Trung tướng, Tổng cục trưởng Tổng cục Cảnh sát quản lý hành chính về trật tự, an toàn xã hội.
Tô Thường là ủy viên Đảng ủy Công an Trung ương nhiệm kì 2010-2015, Tổng cục trưởng Tổng cục Cảnh sát, Bộ Công an.
Ngày 8 tháng 12 năm 2015, ông nhận quyết định nghỉ hưu.

## Phong tặng

### Lịch sử thụ phong quân hàm
- Thiếu tướng Công an nhân dân Việt Nam
- Trung tướng Công an nhân dân Việt Nam

### Huân huy chương
Danh hiệu Anh hùng lực lượng vũ trang nhân dân năm 2008
- Huân chương Quân công hạng Nhì (2015)[10]